# Skopun
Skopun [ˈskoːpʊn] és un poble i municipi situat al nord de la l'illa de Sandoy, a les illes Fèroe. El poble de Skopun és l'únic que hi ha en tot el municipi i és el segon en número d'habitants de tota l'illa amb 440 residents (2020), després de Sandur.

## Història

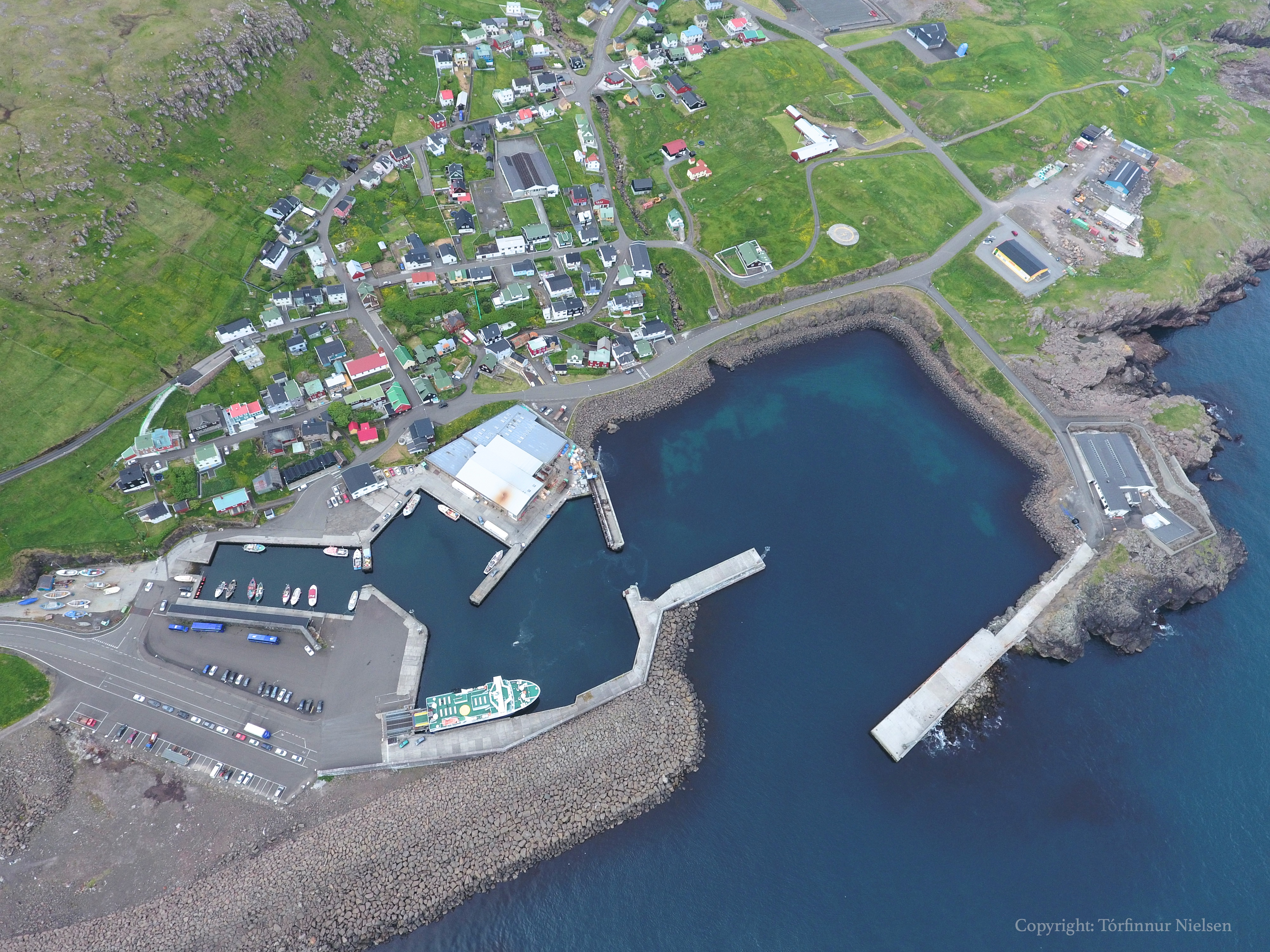
Vista aèria del poble amb el seu port.

Skopun va ser fundada l'1 d'abril de 1833, però el lloc ja havia estat poblat a l'edat mitjana. En els seus orígens, els pobladors de Skopun no tenien terres i havien de subsistir exclusivament de la pesca. Això explica la concentració de cases al voltant del port.
L'església de Skopun es va erigir en 1873 a partir de la fusta de l'antiga església de Vestmanna. El 1918 es va construir a Sandoy la primera carretera de les Illes Fèroe, que unia Skopun amb Sandur, el principal poble de l'illa. El port de Skopun va ser construït el 1926 i posteriorment ha estat ampliat i remodelat a causa de les condicions de l'entorn natural. El 1982 es va construir una porta per protegir el moll del mar obert.
A més de la pesca, una part de la població treballa en una fàbrica de filets de peix que hi ha a la localitat.

## Transport
Existeix un transbordador cap a Skopun des del port de Gamlarætt. Inicialment aquesta comunicació es feia des de Tórshavn, però amb la construcció el 1991 del port Gamlarætt el transbordador va escurçar notablement el seu recorregut. A l'octubre de 2004, es va fer un estudi de viabilitat per a construir un túnel submarí que connectés les illes de Sandoy amb la de Streymoy. Les obres de construcció van començar el 2018 i es preveu que finalitzin el 2023. Quan estigui acabat aquest túnel, anomenat en feroès Sandoyartunnilin, tindrà una llargada de 10600 metres i tindra la boca a l'illa de Sandoy al sud de Skopun.